# We Love Katamari
We Love Katamari är ett datorspel utvecklat och utgivet av Namco till Playstation 2. Spelet är det andra i spelserien Katamari Damacy. Spelet släpptes 6 juli 2005 i Japan, 28 juli 2005 i Sydkorea, 20 september 2005 i Nordamerika och 2 februari 2006 i Europa.
Musiken i spelet släpptes på CD 20 juli 2007 i Japan.